# Antoniów (Radom)
Pour les articles homonymes, voir Antoniów.
Antoniów (prononciation : [anˈtɔɲuf]) est un village polonais de la gmina de Skaryszew dans le powiat de Radom de la voïvodie de Mazovie dans le centre-est de la Pologne.
Il se situe à environ 5 km au sud de Skaryszew (siège de la gmina), 16 km au sud de Radom (siège du powiat) et à 107 km au sud de Varsovie (capitale de la Pologne).

## Histoire
De 1975 à 1998, le village appartenait administrativement à la voïvodie de Radom.